# Theridion histrionicum
Theridion histrionicum är en spindelart som beskrevs av Tord Tamerlan Teodor Thorell 1875. Theridion histrionicum ingår i släktet Theridion och familjen klotspindlar. Inga underarter finns listade i Catalogue of Life.